# أندريه لانوي
أندريه لانوي (بالفرنسية: André Lannoy)‏ هو لاعب كرة قدم فرنسي في مركز حراسة المرمى، ولد في 1 مارس 1945 في كاليه في فرنسا. لعب مع نادي لانس ونادي موسكرون.

## وصلات خارجية
- أندريه لانوي على موقع قاعدة بيانات كرة القدم.إي يو (الإنجليزية)